# Adelina Agostinelli
Adelina Agostinelli (Bérgamo, Reino de Italia, 1882 - Buenos Aires, Argentina, 1954) fue una cantante soprano y docente italiana.
Se destacó en varias ciudades europeas, estadounidenses y principalmente en Buenos Aires, donde se radicó después de 1911 y dio su último concierto en 1928. A lo largo de su carrera, interpretó y protagonizó óperas compuestas por Giuseppe Verdi y Giacomo Puccini, entre otros artistas destacados.

## Trayectoria

### En Europa y el mundo
Nacida en Bérgamo en 1882, Adelina Agostinelli estudió en Milán junto a Giuseppe Quiroli, con quien luego contraería matrimonio. Comenzó su carrera artística en 1903, en el Teatro Fraschini de la ciudad de Pavía, interpretando a "Fedora" en la obra homónima de Umberto Giordano; en ese mismo año intervino en la ópera Tosca, de Giacomo Puccini. Al año siguiente, en 1904, se presentó en el Teatro Alla Scala de Milán en la ópera Simón Boccanegra de Giuseppe Verdi, compartiendo el elenco con Mattia Battistini. En los años subsiguientes se destacó en numerosos teatros de Sudamérica, Rusia, España, Inglaterra, Italia y en otros países de Europa. Entre 1908 y 1910 perteneció a la lista de la Metropolitan Opera House de Nueva York; de hecho, una reseña de un diario neoyorquino nos recuerda que tras su interpretación de "Suicidio", en La Gioconda de Amilcare Ponchielli, recibió aplausos que duraron entre tres y cuatro minutos. Hacia 1911, interpretó por primera vez para La Scala el papel de "la Mariscala", protagonista de la ópera El caballero de la rosa (del alemán, Der Rosenkavalier), compuesta por Richard Strauss.

### En Argentina
Actuó por primera vez en la Argentina en 1908, en el Teatro Politeama, participando de la obra Manon Lescaut de Puccini; al año siguiente integró el elenco del Teatro Colón, en el cual actuó durante varias temporadas. En la temporada de 1910, Agostinelli participó de Mefistofele (de Arrigo Boito), La Bohème (de Giacomo Puccini), Il Battista (de Giacondo Fino) y Los Payasos (de Ruggero Leoncavallo). En la de 1911, protagonizó Thaïs (de Jules Massenet), Mefistofele (de Arrigo Boito), Don Carlo (de Giuseppe Verdi) y La Fanciulla del West (de Giacomo Puccini); volvió a protagonizar esta última obra en agosto de aquel año, nuevamente en el papel de "Minnie", en el Teatro Solís de Montevideo, en Uruguay, compartiendo el elenco con Edoardo Ferrari-Fontana y Titta Ruffo. Posteriormente, en la temporada de 1916, participó de Borís Godunov (de Modest Músorgski), Los maestros cantores de Núremberg (de Richard Wagner), Un baile de máscaras (de Verdi), y Los Payasos (de Leoncavallo).
Radicada en Buenos Aires, comenzó a organizar compañías de ópera y espectáculos para los teatros Ópera, Coliseo y Polietama. El 14 de febrero de 1925 formó parte de la compañía que interpretó Il trovatore, compuesta por Verdi, en la inauguración del Teatro Verdi de Cañada de Gómez, en la provincia de Santa Fe; en aquella ocasión, Agostinelli fue protagonista de la ópera junto a Adalberto Giovannoni, obra que fue dirigida por Antonio Marranti y contó con la participación de músicos de la Asociación del Profesorado Orquestal de Buenos Aires. Se retiró del teatro en 1929, dedicándose a la enseñanza del canto. Falleció en Buenos Aires en 1954.

## Homenajes
En 2006, el diario La Nación de Argentina lanzó una colección de CD titulada Las voces, glorias de la ópera, que incluía una grabación de 1912 de Agostinelli, representando La traviata de Giuseppe Verdi.